# الغزير (صائين قلعة)
الغزیر (بالفارسية: الگزیر) هي منطقة سكنية تقع في إيران في Sain Qaleh Rural District. يقدر عدد سكانها بـ 2,095 نسمة .